# Militärligan (TV-serie)
Militärligan är en svensk dokumentärserie på sex avsnitt som hade premiär på SVT den 17 november 2019.

## Handling
Serien handlar om rånarligan som gick under namnet Militärligan, vilken genomförde ett antal uppmärksammade grova rån under 1990-talets första år. Den fick sitt namn på grund av att rånen kännetecknades av militär organisation och precision samt av deras utrustning, som bestod av bland annat skyddsvästar, stridsselar och radioutrustning med headset samt deras tunga beväpning. I serien förekommer personer som hamnade mitt i händelsernas centrum och deras berättelser. Serien följer också polisens jakt på att sätta fast ligan.